# Instantiation
Instantiation (deutsch Instanziierung) ist eine Sammlung von elf Science-Fiction-Kurzgeschichten des australischen Schriftstellers Greg Egan, veröffentlicht im Jahr 2020.

## Kurzgeschichten
- The Discrete Charm of the Turing Machine (2017)
- Zero for Conduct (2013)
- Uncanny Valley (2017)[3]
- Seventh Sight (2014)
- The Nearest (2018)[4]
- Shadow Flock (2014)
- Bit Players (2014)[5]
- Break My Fall (2014)[6]
- 3-adica (2018)
- The Slipway (2019)
- Instantiation (2019)

## Auszeichnungen
The Discrete Charm of the Turing Machine war in der finalen Auswahl für den Theodore Sturgeon Memorial Award im Jahr 2018 und erreichte den vierten Platz in Asimov's Readers Poll im Jahr 2018. Zero for Conduct erreichte den zehnten Platz beim Locus Award für beste Novelette im Jahr 2014. Uncanny Valley war für den British Science Fiction Association Award im Jahr 2018 nominiert gewesen und gewann den japanischen Seiun-Preis im Jahr 2020. Seventh Sight erreichte den 31. Platz beim Locus Award für beste Novelette im Jahr 2015 und war für den japanischen Seiun-Preis im Jahr 2017 nominiert gewesen. Shadow Flock erreichte den 31. Platz beim Locus Award für beste Novelette im Jahr 2015. Bit Players war für den japanischen Seiun-Preis im Jahr 2020 nominiert gewesen. 3-adica erreichte den dritten Platz in Asimov's Readers Poll im Jahr 2019.

## Kritik
Russell Letson schreibt im Locus Magazine, dass die Kurzgeschichten Bit Players, 3-adica und Instantiation alle die technischen und legalen Probleme von Personifikationen künstlicher Intelligenz beschreiben, welcher versuchen der künstlichen Welt zu entfliehen, in welche sie hineinprogrammiert worden sind („outline the technical-legal problems of AI personhood as artificial personalities try to escape the virtual-reality game worlds that they have been programmed into“). Bit Players sei dabei jedoch schlampig ausgearbeitet, sodass der neu generierte Charakter Sagreda intuitiv sofort weiß, dass die Physik nicht konsistent sein kann („is so sloppily worked out that newly generated character Sagreda intuitively knows that the physics can’t be consistent“). 3-adica, welches ein Spiel basierend auf einer Topologie einer exotischen Zahlentheorie beschreibt („a game employing a topology based on an exotic number theory“), sei dabei für ihn recht schwer zu folgen, jedoch nicht für die Spieler zu deren Vorteil („still can’t quite follow, though the bit players do, to their eventual benefit“).